# 301511 Hubinon
301511 Hubinon è un asteroide della fascia principale. Scoperto nel 2009, presenta un'orbita caratterizzata da un semiasse maggiore pari a 3,0522292 UA e da un'eccentricità di 0,0395971, inclinata di 10,41864° rispetto all'eclittica.
L'asteroide è dedicato al fumettista belga Victor Hubinon.